# Jay Hambidge
Jay Hambidge (13 de enero de 1867– 20 de enero de 1924) fue un artista estadounidense nacido en Canadá. Fue alumno en la Liga de estudiantes de arte de Nueva York y en William Chase, y un estudiante minucioso del arte clásico. Él concibió la idea de que el estudio de la aritmética con el agregado de los diseños geométricos fueron el fundamento de la proporción y la simetría en la arquitectura, escultura y cerámica griegas. Cuidadosos exámenes y medidas de las construcciones clásicas en Grecia, entre ellos el Partenón, el templo de Apolo (Figalia), de la Estatua de Zeus en Olimpia y Atenea en Egina, lo llevaron a formular la teoría de la "simetría dinámica" como está demostrado en sus trabajos Dynamic Symmetry: The Greek Vase (1920) and The Elements of Dynamic Symmetry (1926). Esto creó una gran cantidad de discusiones, un crítico inglés dijo que Hambidge no trató de formular una nueva teoría, sino recuperar una técnica perdida. Hambidge encontró un seguidor o discípulo en el Dr. Lacey D. Caskey, el autor de Geometry of Greek Vases (1922). El Dr. Caskey era el conservador de antigüedades griegas del Museo de Boston. 

## Simetría Dinámica
La simetría dinámica es un sistema metodológico natural y proporcional de diseño descrita en los libros de Hambidge. El sistema utiliza rectángulos dinámicos, incluyendo rectángulos irracionales basados en razones tales como √2, √3, √5, y en la razón áurea (φ = 1.618...), su raíz cuadrada (√φ = 1.272...), y su cuadrado (φ2 = 2.618....). Un rectángulo dinámico es aquel en el que la relación de su lado mayor al menor es un número irracional. En cambio, aquellos rectángulos que dan razones enteras o racionales son, en general, estáticos. Algunas relaciones enteras o racionales resultan ser estáticas y dinámicas al mismo tiempo como, por ejemplo, un rectángulo de razón 2 = √4. Hambidge denominó "módulo del rectángulo" a esa relación, pero no significa lo mismo que "módulo" para Vitrubio. Para este último módulo da el sentido de submúltiplo lineal introducido en su teoría estática. En cambio, para Hambidge significa proporción característica del rectángulo, pues ese cociente es suficiente para fijar la semejanza y, por consecuencia, su "forma".
Del estudio de la filotaxia y la sucesión de Fibonacci  relacionada (1, 1, 2, 3, 5, 8, 13, 21, 34, 55, 89, 144, ...), Hambidge dijo: "a much closer representation would be obtained by a substitute series such as 118, 191, 309, 500, 809, 1309, 2118, 3427, 5545, 8972, 14517, etc. One term of this series divided into the other equals 1.6180, which is the ratio needed to explain the plant design system." Note que su razón citada 1.6180 es exacta solamente para el par 500, 809. Avanzando en los cocientes de términos superiores obtenemos valores con más decimales, alternativamente por defecto y por exceso, que se aproximan asintóticamente al valor real, en el límite. Pero una realización práctica no puede reflejar más de cuatro decimales en el mejor de los casos. Esta secuencia sustitutiva es una generalización de la sucesión de Fibonacci que cambia por 118 y 191 a los números iniciales para generar el resto. De hecho, cualquier sucesión recurrente de orden dos genera el mismo límite, pero la convergencia de la sucesión original de Fibonacci es muy lenta y elegir números iniciales más grandes resulta en algún beneficio en cuanto a alcanzar una misma aproximación con elementos menos avanzados en el orden de la sucesión.